# گلائوکو مائوری
گلائوکو مائوری (ایتالیایی: Glauco Mauri؛ ‏۱ اکتبر ۱۹۳۰ – ۲۸ سپتامبر ۲۰۲۴) بازیگر و کارگردان فیلم اهل ایتالیا بود.
از فیلم‌هایی که وی در آنها نقش داشته‌است، می‌توان به قرمز تیره اشاره کرد.
مائوری در ۲۸ سپتامبر ۲۰۲۴، در ۹۳ سالگی درگذشت.